# Казельки
Казелки́— деревня в Добринском районе Липецкой области России. Входит в Хворостянский сельсовет.

## География
Деревня Казельки — расположена вдоль автодороги «Дурово — ст. Хворостянка — Добринка», которая делит этот населенный пункт на две равные части. Населенные пункты, расположенные в ближайшей удалённости:.
- Натальино ~ 3,04 км
- Падворские Выселки ~ 3,52 км.

## История
Возник как владельческий хутор. На карте Менде обозначен как Козловка (Пласкуша) (участок 158).
В 1911 году в приходе Покровской церкви села Хворостянки (Софьино), находящейся в 7 верстах в северу. В деревне 34 двора, мужчин — 131, женщин — 151.
До революции — часть экономии «Лотарево» Усманского уезда Тамбовской губернии .
7 февраля 1992 года, уводя неисправный самолёт МиГ-29 от деревни Казельки, погиб командир Липецкого авиацентра, генерал-майор Осканов Суламбек Сусаркулович.

## Население
| 2010 |
| ---- |
| 11   |